# Paradox Hotel
Paradox Hotel è il nono album discografico in studio del gruppo musicale progressive rock svedese dei The Flower Kings, pubblicato nel 2006. Si tratta del quarto doppio-CD del gruppo. 

## Tracce
CD 1 (Room 111)
1. Check In – 1:37
2. Monsters & Men – 21:21
3. Jealousy – 3:22
4. Hit Me with a Hit – 5:32
5. Pioneers of Aviation – 7:49
6. Lucy Had a Dream – 5:28
7. Bavarian Skies – 6:34
8. Selfconsuming Fire – 5:49
9. Mommy Leave the Light On – 4:38
10. End on a High Note – 10:43

CD 2 (Room 222)
1. Minor Giant Steps – 12:12
2. Touch My Heaven – 6:10
3. The Unorthodox Dancinglesson – 5:24
4. Man of the World – 5:55
5. Life Will Kill You – 7:05
6. The Way the Waters Are Moving – 3:12
7. What If God Is Alone – 6:58
8. Paradox Hotel – 6:29
9. Blue Planet – 9:42

## Formazione
- Roine Stolt - voce, chitarre
- Tomas Bodin - tastiere, voce
- Hasse Fröberg - voce, chitarre
- Jonas Reingold - basso
- Marcus Liliequist - batteria, percussioni, voce
- Hasse Bruniusson - percussioni, marimba